# Lista di circhi romani
Segue l'elenco dei circhi romani.
| Città (Nome romano)                 | Città (Nome moderno) | Paese       | Coordinate                  | Note | Immagini |  |
| ----------------------------------- | -------------------- | ----------- | --------------------------- | --- | -------- |  |
|                                     | Auzia                | Algeria     |                             | [ 1 ] |          |  |
| Saldae                              | Béjaïa               | Algeria     |                             | [ 1 ] |          |  |
| Colonia Claudia Caesarea            | Cherchell            | Algeria     | 36°36′03.6″N 2°11′09.1″E    | [ 1 ] |          |  |
|                                     | Sétif                | Algeria     |                             | [ 1 ] |          |  |
| Trimontium                          | Plovdiv              | Bulgaria    | 42°08′50.92″N 24°44′53.04″E | |          |  |
| Camulodunum                         | Colchester           | Inghilterra |                             | Colchester's Roman Circus 1 |          |  |
| Alexandria                          | Alessandria d'Egitto | Egitto      |                             | [ 1 ] |          |  |
| Antinopolis                         |                      | Egitto      | 27°48′36.33″N 30°53′07.81″E | [ 1 ] |          |  |
| Oxyrhynchus                         |                      | Egitto      |                             | [ 1 ] |          |  |
| Arelate                             | Arles                | Francia     | 43°40′24.24″N 4°37′06.78″E  | Circo romano di Arles |          |  |
| Lugdunum                            | Lione                | Francia     |                             | [ 2 ] |          |  |
| Mediolanum Santonum                 | Saintes              | Francia     |                             | [ 1 ] |          |  |
| Vienna Allobrogum                   | Vienne               | Francia     | 45°30′59.37″N 4°52′05.51″E  | Circo romano di Vienne |          |  |
| Augusta Treverorum                  | Treviri              | Germania    |                             | Circo romano di Augusta Treverorum |          |  |
| Corinto                             | Corinto              | Grecia      |                             | Disputed. |          |  |
| Gortyn                              | Gortina              | Grecia      | 35°03′07.41″N 24°57′04.03″E | [ 2 ] |          |  |
| Nicopolis                           |                      | Grecia      | 39°01′24.83″N 20°44′05.3″E  | Si tratta di uno stadium. |          |  |
| Thessalonica                        | Salonicco            | Grecia      |                             | Circo romano di Tessalonica: legato alla famosa vicenda dell'eccidio compiuto per ordine di Teodosio (7.000 morti). A causa di questo eccidio Teodosio I subì la penitenza impostagli da Ambrogio a Milano. |          |  |
| Cesarea marittima                   |                      | Israele     | 32°29′54.96″N 34°53′26.16″E | Circo romano di Cesarea marittima lungo la costa. |          |  |
|                                     | Aquileia             | Italia      |                             | Circo romano di Aquileia |          |  |
| Bovillae                            |                      | Italia      | 41°45′48.33″N 12°37′06.45″E | Circo romano di BovillaeProtection of the archaeological heritage and of the environment of Frattocchie - Bovillae. Sen. Achille Occhetto's visit of the Roman stadium / circus in Frattocchie |          |  |
| Catana                              | Catania              | Italia      |                             | Circo romano di Catania: menzionato nell'Expositio totius mundi et gentium, di esso rimangono soltanto le testimonianze precedenti l'eruzione che lo ricoprì e parte di ciò che forse dovette appartenere alla spina, montati sulla Fontana dell'Elefante.                                                                                       |          |  |
| Luceria                             | Lucera               | Italia      |                             | La presenza dei resti di un circo romano è testimoniata da due fonti Ottocentesche, il d'Amelj e il Colasanto. Esse riportano che le antiche vestigia del monumento fossero nelle vicinanze dell'anfiteatro. In una delle due fonti, il d'Amelj, si ipotizza persino la presenza di un ulteriore circo presso il cosiddetto "Piano dei Puledri". |          |  |
| Mediolanum                          | Milano               | Italia      | 45°27′54.78″N 9°10′44.05″E  | Circo romano di Milano, ancora nel VII secolo dev'essere stato in buone condizioni (anche dopo la distruzione della città da parte dei Goti) perché vi fu incoronato Adaloaldo, figlio di Teodolinda. |          |  |
| Panormo                             | Palermo              | Italia      |                             | La presenza di un circo romano a Palermo è desunta da una traduzione dell'Expositio totius mundi et gentium, ma non è chiaro se fosse presente nella stesura originale e debba quindi interpretarsi come un errore del traduttore, pur rimanendo credibile l'esistenza di una struttura del genere nella Palermo tardoantica.                    |          |  |
| Puteoli                             | Pozzuoli             | Italia      | 40°49′58.9″N 14°06′42″E     | Stadio di Antonino Pio |          |  |
| Roma                                | Roma                 | Italia      | 41°53′09.66″N 12°29′07.45″E | Circo Massimo, databile all'incirca al II secolo a.C. in un'area dove già da tempo si svolgevano corse con i carri; solo nella seconda metà del novecento questa venne sgomberata dalle strutture che l'avevano ricoperta, permettendoci oggi la visione del perimetro del circo con i suoi resti.                                               |          |  |
| Roma                                | Roma                 | Italia      | 41°51′16.72″N 12°31′20.68″E | Circo di Massenzio, probabilmente mai utilizzato ma conservatosi in ottime condizioni, situato nei pressi del parco della Caffarella. |          |  |
| Roma                                | Roma                 | Italia      |                             | Circo di Nerone, la cui costruzione iniziò però sotto l'imperatore Caligola, era situato nell'area dove oggi sorge la basilica di San Pietro. |          |  |
| Roma                                | Roma                 | Italia      |                             | Circo Flaminio, costruito nel 221 a.C. circa da Gaio Flaminio Nepote e successivamente distrutto per permettere la costruzione del Teatro di Marcello. |          |  |
| Roma                                | Roma                 | Italia      |                             | Stadio di Domiziano o circo Agonale, che sorgeva nell'area attualmente occupata da piazza Navona, che ne ha conservato forma e destinazione d'uso fino a metà Ottocento. |          |  |
| Roma                                | Roma                 | Italia      |                             | Circo Variano, la cui maggior parte dei resti sono di recente scoperta, fu edificato da Settimio Severo nella sua villa nei pressi di Porta Maggiore. |          |  |
| Syracusae                           | Siracusa             | Italia      |                             | Di un circo romano a Siracusa è fatto cenno nell'Expositio totius mundi et gentium, tuttavia non se ne conosce l'esistenza e non è attestato da altri dati. |          |  |
| Gadara                              | Umm Qais             | Giordania   |                             | [ 1 ] |          |  |
| Gerasa                              | Jerash               | Giordania   | 32°16′25.16″N 35°53′26.63″E | [ 1 ] |          |  |
| Colonia Iulia Augusta Felix Berytus | Beirut               | Libano      |                             | [ 1 ] |          |  |
|                                     | Tiro                 | Libano      | 33°16′03.72″N 35°12′33.39″E | Circo romano di Tiro |          |  |
| Cyrene                              |                      | Libia       | 32°49′20″N 21°51′50.77″E    | [ 1 ] |          |  |
| Leptis Magna                        |                      | Libia       | 32°37′59″N 14°18′37.97″E    | Circo romano di Leptis Magna |          |  |
| Miróbriga                           |                      | Portogallo  | 38°00′08.34″N 8°41′01.57″W  | vicino a Santiago do Cacém |          |  |
|                                     | Tavira               | Portogallo  |                             | [ 1 ] |          |  |
| Aeminium                            | Coimbra              | Portogallo  |                             | |          |  |
| Olissipona                          | Lisbona              | Portogallo  | 38°42′49.64″N 9°08′21.09″W  | |          |  |
| Sirmium                             | Sremska Mitrovica    | Serbia      |                             | Circo romano di Sirmio |          |  |
| Calagurris                          | Calahorra            | Spagna      | 42°18′17.32″N 1°57′46.89″W  | [ 1 ] |          |  |
| Corduba                             | Cordova              | Spagna      |                             | |          |  |
|                                     | Capera               | Spagna      |                             | [ 1 ] |          |  |
| Italica                             |                      | Spagna      |                             | [ 1 ] |          |  |
| Emerita Augusta                     | Mérida               | Spagna      | 38°55′10.79″N 6°19′55.82″W  | Circo romano di Mérida |          |  |
| Saguntum                            | Sagunto              | Spagna      | 39°40′52.66″N 0°16′32.14″W  | Circo romano di Sagunto |          |  |
| Tarraco                             | Tarragona            | Spagna      | 41°06′59.15″N 1°15′23.93″E  | Circo romano di Tarragona |          |  |
| Toletum                             | Toledo               | Spagna      | 39°51′49.28″N 4°01′47.92″W  | Circo romano di Toledo |          |  |
|                                     | Zafra                | Spagna      |                             | [ 1 ] |          |  |
| Nova Trajana Bostra                 | Bosra                | Siria       | 32°30′53.64″N 36°28′47.64″E | Circo romano di Bostra |          |  |
| Laodicea                            | Latakia              | Siria       |                             | [ 1 ] |          |  |
| Carthago                            | Cartagine            | Tunisia     | 36°51′05″N 10°18′53.85″E    | [ 1 ] |          |  |
| Hadrumentum                         | Susa                 | Tunisia     |                             | [ 1 ] |          |  |
| Municipium Aurelium Commodum        | Henchir Bou Cha      | Tunisia     |                             | [ 1 ] |          |  |
|                                     | Henchir Esch Schorr  | Tunisia     |                             | [ 1 ] |          |  |
|                                     | Thugga               | Tunisia     | 36°25′35.4″N 9°12′57.96″E   | [ 2 ] |          |  |
| Thysdrus                            | El Jem               | Tunisia     | 35°18′07″N 10°41′36.53″E    | [ 1 ] |          |  |
| Utica                               |                      | Tunisia     | 37°03′04.43″N 10°03′47.31″E | [ 1 ] |          |  |
| Antiochia                           | Antakya              | Turchia     |                             | Circo romano di Antiochia dove è ambientata la corsa dei cavalli nel romanzo Ben-Hur. |          |  |
| Bisanzio                            | Istanbul             | Turchia     | 41°00′23.57″N 28°58′33.46″E | Ippodromo di Costantinopoli |          |  |
| Laodicea al Lico                    |                      | Turchia     | 37°49′51.87″N 29°06′16.12″E | Forse uno stadium |          |  |
| Nicomedia                           | İzmit                | Turchia     |                             | Circo romano di Nicomedia |          |  |